# Coronation Anthems
Coronation Anthems (Himnos de Coronación) es un conjunto de cuatro himnos compuestos en 1727 por el músico barroco alemán Georg Friedrich Händel con motivo de la coronación de Jorge II de Gran Bretaña. Para ellos tomó como base textos de la Biblia del Rey Jacobo. Los himnos que componen la obra son: Zadok the Priest (HWV 258), My heart is inditing (HWV 259), The king shall rejoice (HWV 260) y Let thy hand be strengthened (HWV 261).
La obra no se limitó a la coronación real; Händel autorizó su representación, y llegó a ser popular. Con el tiempo, reutilizó los extractos sustanciales de los himnos en muchos de sus oratorios, modificándoles la letra. Entre ellos, se destacan Esther y Deborah. Dos de los himnos se ejecutaron en 1742, durante la inauguración de una sala de música de cámara, en Oxford.[cita requerida]

## Zadok the Priest
Este himno relata la unción de Salomón como nuevo rey de los israelitas por parte del sacerdote Sadoc y el profeta Natán, en el libro I Reyes. Este fragmento se leía en las coronaciones británicas desde la asunción de Edgar el Pacífico, en 973, y se mantuvo la tradición hasta el ascenso de Jorge II de Gran Bretaña, en 1727. Su duración es de apenas cinco minutos. La apertura la realiza un coro, seguido por la orquesta, precedida por una fanfarria de tres trompetas. La compuso Georg Friedrich Händel. Es especialmente conocido por el público en general, ya que inspiró al Himno de la Liga de Campeones de la UEFA.

## My heart is inditing
Esta obra está formada por una versión abreviada del Salmo 45 y el capítulo 49 del Libro de Isaías, cuya letra se atribuye a Henry Purcell. En 1727, se cantó al final de la coronación de la reina Carolina de Brandeburgo-Ansbach, con adaptaciones de Georg Friedrich Händel para hacerla más apropiada para una reina. La música se divide en cuatro secciones, y se caracteriza por un aire refinado y más distinguido que los otros himnos.[cita requerida]

## The King Shall Rejoice
Esta composición se basa en el Salmo 21, y se caracteriza porque posee cuatro secciones claramente identificables. El primer movimiento resalta la alegría y energía del rey recién coronado, lo que se representa con pompas y fanfarrias festivas, usando la fuerza completa del coro y la orquesta. El segundo es más apacible y susurrante. Durante el mismo, no se escuchan trompetas ni tambores. El tercer movimiento comienza con un acorde importante del coro y un breve arrebato de triunfalismo, y concluye en una fuga que la liga directamente con el cuarto movimiento, que es similar al segundo, pero en el cual se van agregando los instrumentos de a uno. El movimiento final es una fuga doble que termina en un cerrado «¡Alleluia!», en el momento exacto de la coronación del rey.[cita requerida]

## Let thy hand be strengthened
El último himno es el salmo 89, el cual se divide en tres partes: un principio ligero y alegre, una sección central melancólica y lenta y un cierre vivaz que finaliza con un «¡Aleluya!».[cita requerida]